# Cristian Săpunaru
Cristian Ionuț Săpunaru (ur. 5 kwietnia 1984 w Bukareszcie) – piłkarz rumuński grający na pozycji prawego lub środkowego obrońcy. Od 2021 jest zawodnikiem Rapidu Bukareszt.

## Kariera klubowa
Săpunaru jest wychowankiem klubu Național Bukareszt, wywodzącym się z jego rodzinnego miasta. W 2002 roku został włączony do kadry pierwszej drużyny. 1 grudnia zadebiutował w pierwszej lidze w zremisowanym 0:0 domowym spotkaniu z Glorią Bystrzyca. Przez pierwsze dwa sezony był tylko rezerwowym w Naționalu, toteż na początku 2004 roku został wypożyczony do drugoligowego zespołu Callatis Mangalia. Latem wrócił do stołecznej drużyny, ale w jej barwach rozegrał tylko 6 spotkań. Jednak w sezonie 2005/2006 grał już w podstawowym składzie i zdobył wówczas swoje pierwsze 3 gole w ekstraklasie rumuńskiej.
Latem 2006 Săpunaru odszedł do lokalnego rywala Naționalu, Rapidu Bukareszt. Jesienią wraz z Rapidem wystąpił w fazie grupowej Pucharu UEFA, zaliczając w całej edycji pucharu 6 spotkań. Z kolei w lidze wystąpił w 19 spotkaniach, w których zdobył gola, a Rapid zakończył sezon na 4. miejscu w tabeli. Natomiast w sezonie 2007/2008 strzelił 2 gole w 32 meczach i wraz z partnerami klubowymi zajął 3. miejsce w rumuńskiej lidze.
W lipcu 2008 roku podpisał kontrakt z portugalskim FC Porto. W 2010 roku był wypożyczony do Rapidu Bukareszt, a w 2012 przeszedł do Realu Saragossa. Następnie grał w Elche CF, Rapidzie Bukareszt i Pandurii Târgu Jiu. W 2016 trafił do Astry Giurgiu, a w 2017 do Kayserisporu. W 2019 grał w Denizlisporze, a następnie znów w Kayserisporze. W 2021 wrócił do Rapidu.
| Sezon   | Klub               | Kraj       | Rozgrywki        | Mecze | Bramki |
| ------- | ------------------ | ---------- | ---------------- | ----- | ------ |
| 2002/03 | Național Bukareszt | Rumunia    | Divizia A        | 4     | 0      |
| 2003/04 | Național Bukareszt | Rumunia    | Divizia A        | 1     | 0      |
| 2003/04 | Callatis Mangalia  | Rumunia    | Divizia B        | 10    | 0      |
| 2004/05 | Național Bukareszt | Rumunia    | Divizia A        | 6     | 0      |
| 2005/06 | Național Bukareszt | Rumunia    | Divizia A        | 23    | 3      |
| 2006/07 | Rapid Bukareszt    | Rumunia    | Divizia A        | 19    | 1      |
| 2007/08 | Rapid Bukareszt    | Rumunia    | Liga I           | 32    | 2      |
| 2008/09 | FC Porto           | Portugalia | Liga Sagres      | 18    | 1      |
| 2009/10 | FC Porto           | Portugalia | Liga Sagres      | 5     | 0      |
| 2009/10 | Rapid Bukareszt    | Rumunia    | Liga I           | 10    | 3      |
| 2010/11 | FC Porto           | Portugalia | Liga Sagres      | 19    | 0      |
| 2011/12 | FC Porto           | Portugalia | Liga Sagres      | 15    | 2      |
| 2012/13 | Real Saragossa     | Hiszpania  | Primera División | 29    | 2      |
| 2013/14 | Elche CF           | Hiszpania  | Primera División | 8     | 1      |
| 2014/15 | Rapid Bukareszt    | Rumunia    | Liga I           | 13    | 4      |
| 2015/16 | Pandurii Târgu Jiu | Rumunia    | Liga I           | 22    | 5      |
| 2016/17 | Astra Giurgiu      | Rumunia    | Liga I           | 32    | 8      |
| 2017/18 | Kayserispor        | Turcja     | Süper Lig        | 28    | 0      |
| 2018/19 | Kayserispor        | Turcja     | Süper Lig        | 31    | 2      |
| 2019/20 | Denizlispor        | Turcja     | Süper Lig        | 14    | 0      |
| 2019/20 | Kayserispor        | Turcja     | Süper Lig        | 13    | 1      |
| 2020/21 | Kayserispor        | Turcja     | Süper Lig        | 25    | 0      |

## Kariera reprezentacyjna
W reprezentacji Rumunii Săpunaru zadebiutował 31 maja 2008 roku w wygranym 4:0 towarzyskim spotkaniu z Czarnogórą. Wiosną tego roku został powołany przez selekcjonera Victora Piţurcę do kadry na Euro 2008.

## Sukcesy
Rapid Bukareszt
- Puchar Rumunii: 2007
- Superpucharu Rumunii: 2007

FC Porto
- Mistrzostwo Portugalii: 2009, 2011, 2012
- Puchar Portugalii: 2009, 2010, 2011
- Superpuchar Portugalii: 2009, 2010, 2011
- Liga Europy UEFA: 2011
- Finalista Superpucharu Europy UEFA: 2011